# Martti Miettunen
Martti Juhani Miettunen (født 17. april 1907, død 19. januar 2002) var en finsk politiker, der var Finlands statsminister i to omgange: fra 1961 til 1962 og igen fra 1975 til 1977.
Miettunen fungerede som minister i 4.300 dage, den ottendelængste periode i finsk politiske historie. Han var også kendt som præsident Urho Kekkonens højre hånd.

## Biografi
Miettunen blev født i Simo i Lapland i det daværende storfyrstendømme Finland i 1907 som søn af en husmand. Han studerede landbrug og arbejdede som landmand og landbrugsrådgiver, før han gik ind i politik. Han var medlem af parlamentet som repræsentant for partiet Agrarförbundet (finsk: Maalaisliitto) fra 1945 til 1958. Han var derefter landshøvding i Laplands len fra 1958 til 1973. Han blev tildelt titel af statsråd i 1977. Han døde i en alder af 94 år på Kauniainen militærhospitalet nær Helsinki i begyndelsen af 2002.